# Чорноморський флот ВМФ Росії
Червонопра́порний Чорномо́рський флот Росі́йської Федера́ції (рос. Краснознамённый Черноморский флот Российской Федерации) — частина військово-морських сил РФ, розташована на Чорному морі. Флот виходить також у Середземне море. 2010 року увійшов до складу Південного військового округу.
Командування флоту дислоковано у Севастополі. Інша важлива військо-морська база — Новоросійськ.
До складу флоту входять 14 великих кораблів (2 великі протичовнові кораблі, 3 сторожові фрегати, 2 ракетні кораблі на повітряній подушці, 7 великих десантних кораблів), 6 дизельних підводних човни (у результаті ракетних ударів ЗСУ 13.09.2023 року та 02.08.2024 року 1 підводний човен окупаційних військ було знищено), 23 малих кораблів і катерів (7 протичовнових кораблів, 2 ракетні кораблі, 6 ракетних катерів, 8 тральщиків).
За українсько-російською угодою від 1997 року Севастопольська база мала бути залишена російським флотом у 2017 році. Згідно з Угодою Януковича—Мєдвєдєва термін перебування флоту в Севастополі було продовжено до 2042 року. Однак, після вторгнення до Криму Росія в односторонньому порядку денонсувала угоду про базування 31 березня 2014 року. Після того ЧФ РФ є частиною окупаційних військ держави-агресора в Україні.

## Історія

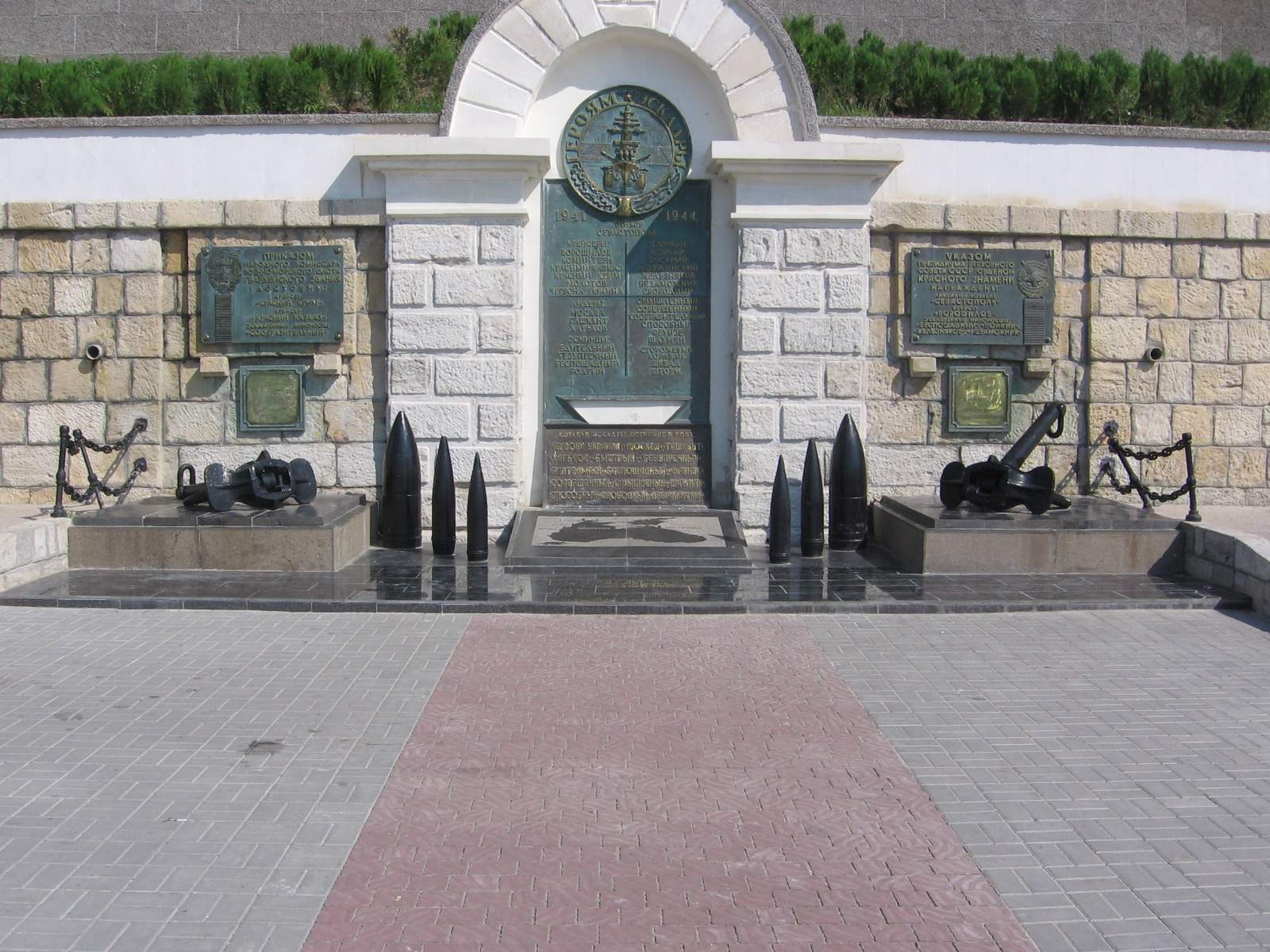
Пам'ятник Героям ескадри Радянського Чорноморського флоту 1941—1944 рр. у Севастополі, де можна побачити список з 28 військових кораблів, які відзначилися в боях з німецько-фашистськими загарбниками.

### Російська імперія
Спроби Російської імперії щодо створення флоту в акваторії Чорного та Азовського морів відносяться до часів будівництва човнів у Воронежі царем Петром І. Проте та спроба була невдала. Тільки у 1783 році з захопленням Криму та взяттям Севастополя, був утворений Чорноморський флот Російської імперії. Добре відомі російські адмірали: Павло Нахімов і Федір Ушаков.

### СРСР
Наприкінці 1920 року, після остаточної окупації України, більшовики майже не мали військово-морських сил на Чорному морі. Тоді, на Азовське море були спрямовані озброєння, техніка та особовий склад з Балтики, Онезької, Сєвєродвінської та Волзько-Каспійської флотилій. Таким чином створювався «Рабоче-крестьянский Красный Флот» на Чорному та Азовському морях.
До 1928 року було в основному закінчена ліквідація наслідків розрухи та розпочалася технічна реконструкція ВМС. Флот був посилений за рахунок бойових кораблів, переведених з Балтики. У 1929—1937 Чорноморський флот отримав понад 500 нових бойових кораблів. Були створені ВПС флоту, берегова оборона, система ППО.
Попри втрати, яких ЧФ зазнав за перших днів Німецько-радянської війни (німецька авіація збомбардувала ряд кораблів і воєнно-війських баз), Чорноморський флот відіграв активну роль у війні (в обороні міст, допомозі в евакуації, у морсько-десантних операціях тощо).
Після Другої світової війни планово розбудовано також Чорноморський флот, головним завданням якого є демонструвати воєнно-морську силу СРСР на Середземному морі, на якому розташувалася також шостий американський флот. Тепер Чорноморський флот нараховував 29 підводних човнів, 79 бойових кораблів (крейсерів і винищувачів), 35 великих і 50 малих міноносців, 5 амфібійних кораблів для висадки морської піхоти, понад 200 кораблів різного призначення, 30 розвідувальних, 110 бойових і 110 транспортних літаків, одну бригаду морської піхоти.
Кораблебудівна промисловість України першою в СРСР освоїла будівництво авіаносців, важких авіаносних крейсерів, великих протичовнових кораблів, новітніх типів есмінців, інших проєктів кораблів та ракетної техніки.
На період розпаду Союзу РСР вклад України в будівництво ВМФ СРСР перевищував 30 відсотків його складу.

### Росія
На 1991 рік — час розпаду СРСР, Чорноморський флот СРСР нараховував майже 100 тис. осіб особового складу, 835 кораблів і суден усіх класів, у тому числі: 60 підводних човнів, 2 протичовнових крейсерів, 6 ракетних крейсерів, близько 40 сторожових кораблів, 70 тральщиків, 50 десантних кораблів і катерів, понад 400 літаків і вертольотів. Існувала окрема Середземноморська ескадра.

#### Розподіл флоту
Після розпаду Радянського Союзу у 1992 році радянський Чорноморський флот перейшов під контроль України на основі територіальної належності. Проте частина офіцерів флоту, підтримана владою з Москви збунтувалася проти української влади. За результатом зустрічі 3 серпня 1992 року президентів Кравчука і Єльцина флот мав бути поділений навпіл. Використовуючи час на міждержавні перемовини, флот перейшов під повну владу Росії. Також росіяни відмовлялися покинути Севастополь, мріючи про його передачу Росії. 9 червня 1995 року Кучма і Єльцин вирішили поділити флот: 18,3 % кораблів до ВМС України і 81,7 % суден — до ВМС РФ. Військово-морські бази у Ізмаїлі, Одесі, Очакові, Керчі, Донузлаві і Балаклаві і ще 10 баз морської авіації перейшли під контроль ВМС України.
Відповідно до досягнутих Угод від 9 червня 1995 року та 28 травня 1997 року Чорноморський флот Росії на території України міг мати 25 тис. чоловік особового складу, у тому числі в частинах морської піхоти та морської авіації наземного базування — 1987 чол.; 272 од. кораблів і суден (бойових кораблів — 32, бойових катерів — 20, кораблів спецпризначення — 16, суден і катерів допоміжного флоту — 130, пошуково-рятувальних суден і катерів — 40, гідрографічних суден і катерів — 34). Бойових літаків морської авіації наземного базування (22 од.), звичайних озброєнь і техніки: 132 бойових броньованих машин і 24 артилерійських одиниць калібру 100 мм і вище.
За Росією залишилися: 3 пункти базування корабельного складу — Севастополь, Феодосія і Миколаїв; 16 командних пунктів з 80, 11 об'єктів зв'язку з 39, 5 об'єктів забезпечення ракетно-артилерійської і міноторпедної зброї; 31-й випробувальний центр з відповідними об'єктами забезпечення (в районі Феодосії); військовий санаторій «Ялта», 830-й пост зв'язку та ретрансляції в м. Ялта, 1001-й пункт високочастотного зв'язку в населеному пункті Прибережне Судакського району, 2436-й склад ракетного палива на станції Мамут.
Міжурядовою угодою про статус та умови перебування ЧФ РФ на території України від 28 травня 1997 року було погоджено строк перебування Російського флоту у Севастополі до 2017 року.
Згідно з верифікаційною інформацією, після поділу Чорноморського флоту колишнього СРСР на початок 1999 року ЧФ РФ у Криму мав 20000 військовослужбовців, 50 бойових кораблів, 120 допоміжних суден, 430 одиниць бойової техніки й озброєння, 90 літаків і вертольотів на аеродромах Кача і Гвардійське. Бойове ядро флоту складалось із штурмової авіації, ракетних кораблів і катерів здатних нести ядерну зброю.
21 квітня 2010 року, Президент України Віктор Янукович та президент Російської Федерації Дмитро Мєдвєдєв підписали угоду про подовження перебування Чорноморського флоту РФ у Севастополі на 25 років, до 2042. Деякі аналітики розцінили угоду про продовження базування флоту як ціну за здешевлення газу; і охарактеризували її як таку, що суперечить Конституції України. Угода отримала також неоднозначну оцінку в українському суспільстві: її розкритикували місцеві ради, опозиція та екологи. Відбулася серія багатотисячних мітингів. 27 квітня Угоду ратифікували в Верховній Раді України за підтримки панівної коаліції Партії регіонів, Комуністичної партії України та Блоку Литвина.

#### Анексія Криму

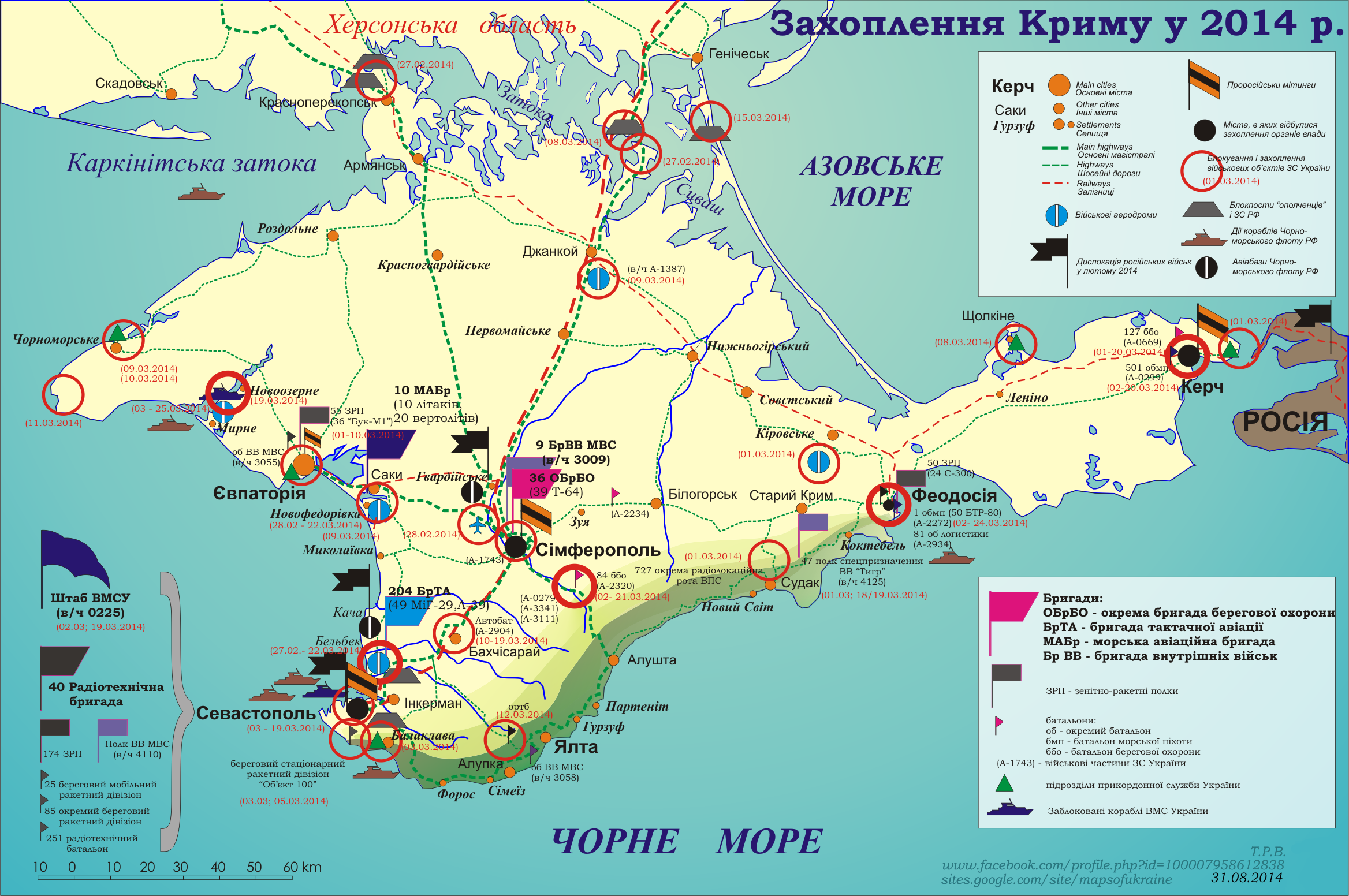
Блокування військових частин ЗС України під час захоплення Криму Росією у лютому-березні 2014

У кінці лютого — на початку березня 2014 року, перекинуті з Росії і кримських баз Чорноморського флоту РФ війська без розпізнавальних знаків, окуповували Кримський півострів. Також було створено збройне формування з російських «козаків», яке називало себе «самооборона Криму». 16 березня 2014 року, на території Криму і міста Севастополя пройшов псевдореферендум про статус півострова, за сфальсифікованими результатами якого Росія включила Крим до свого складу. Ні Україна, ні Європейський Союз, ні США не визнали це голосування і вважають, що Крим Росія анексувала.
У серпні 2014 року, голова Ради міністрів Республіки Крим Сергій Аксьонов промовився, що ініціатором анексії Криму був особисто Путін.

#### Інтервенція до Сирії
З початком офіційної інтервенції Росії до Сирії 30 вересня 2015 року кораблі Чорноморського флоту здійснювали прикриття групи російських військ в Сирії, несли бойову службу в складі середземноморської ескадри ВМФ Росії.
За 2016 рік кораблі флоту здійснили близько 80 походів в ближню та дальню морські зони, успішно виконували завдання в складі постійного оперативного з'єднання ВМФ Росії в Сирії. Кораблі флоту здійснили бойову стрільбу крилатими ракетами «Калібр» по об'єктах на території Сирії.
Чорноморський флот відіграє ключову логістичну роль у «Сирійському експресі» — доставки зброї, техніки та вантажів з Росії до Сирії, а також, спільно з Каспійською флотилією використовується для нанесення ракетних ударів. Ескалація ситуації в регіоні буде підштовхувати Росію до підвищення пріоритету посилення ЧФ.
За оцінкою ICBSS, переміщення переважної частини середземноморського угруповання кораблів ЧФ РФ назад у Чорне море перед початком вторгнення в Україну спричинило проблеми для підтримки російських військових баз у Сирії, позаяк кораблі були основним способом перевезення вантажів. Причиною цього є дотримання Туреччиною конвенції Монтре, яка забороняє проходження Босфорської протоки військовим кораблям. Втім, росіяни продовжили використовувати свій «примарний флот» для транспортування військових вантажів між Сирією та Росією.

#### Участь у російсько-українській війні
З 2014 року Росія розпочала активне переозброєння Чорноморського флоту та мілітаризацію тимчасово окупованого Криму. До окупації Криму якісного оновлення не могло відбуватися у зв'язку з вимогою узгоджувати юридичні складові з Україною, тому, перші нові кораблі та катери у до окупаційний період йшли до Новоросійської військово-морської бази. Втім, 2014 рік все кардинально змінив — Росія відразу почала направляти сучасну техніку та якісно підвищувати потенціал як берегових сил так і надводного (підводного) флоту.
Головні напрямки посилення ЧФ РФ були направлені на 3 ключові складові — великі надводні кораблі для присутності у Середземному морі, дизельні підводні човни з крилатими ракетами та патрульно-протидиверсійні сили для захисту пунктів та місць базування кораблів та суден а також патрулювання прибережних вод. Це спричинило зростання інцидентів між російським та українським флотом.
У серпні 2018 року ЧМФ Росії оголосив про блокування акваторії Чорного моря від дельти Дунаю до мису Тарханкут.
2022 року Чорноморський флот ВМФ Росії брав активну участь у російському вторгненні в Україну.
Близько 18:00 24 лютого 2022 року Чорноморський флот ВМФ Росії здійснив атаку на український острів Зміїний у Чорному морі. До острова підійшли ракетний крейсер «Москва» та патрульний корабель «Василь Биков» Чорноморського флоту ВМФ РФ. Гарнізону острова було запропоновано здатися та після цього по острову було завдано інтенсивного ракетно-артилерійського удару.
19 березня 2022 року, в ході відбиття російського вторгнення в Україну було ліквідовано заступника командувача Чорноморського флоту РФ, капітана 1 рангу Андрія Палія. Однак де і за яких обставин загинув російський високопоставлений військовий, не повідомлялося. Вже наступного дня ліквідацію заступника командувача Чорноморського флоту Росії під час спроб захоплення окупаційними військами м. Маріуполя було підтверджено посадовими особами тимчасово окупованого міста Севастополя.
13 квітня 2022 року флагман ЧФ РФ ракетний крейсер «Москва» був знищений залпом з двох протикорабельних ракет РК-360НЦ «Нептун» ВМС України.
22 вересня 2023 року Сили оборони України завдали ракетного удару по штабу Чорноморського флоту ракетами Storm Shadow. Сильно постраждала будівля штабу, кількість жертв невідома.
Восени 2024 року флот було перебазовано з Криму через постійні атаки БПЛА з боку ЗСУ. Перед цим Росія вивела з окупованого Криму усі сторожеві кораблі свого Чорноморського флоту.

## Кораблі і підрозділи

### Українська локація
- 30-та дивізія надводних кораблів (Севастополь)
  - 11-та бригада протичовнових кораблів (Севастополь)
    - гвардійський ракетний крейсер «Москва»(№ 121, тип «Слава»/проєкт 1164, 1983) — знищений[36][37]
    - сторожовий корабель «Адмірал Григорович» (№ 745, тип «Адмірал Григорович»/проєкт 11356Р, 2010)
    - сторожовий корабель «Адмірал Ессен»(№ 751, тип «Адмірал Григорович»/проєкт 11356Р, 2011) — пошкоджений
    - сторожовий корабель «Адмірал Макаров» (№ 799, тип «Адмірал Григорович»/проєкт 11356Р, 2012) — пошкоджений
    - гвардійський ракетний фрегат «Ладний» (№ 801, тип «Крівак І»/проєкт 1135, 1978)
    - гвардійський ракетний фрегат «Допитливий» (№ 808, тип «Крівак І»/проєкт 1135, 1979)

  - 197-ма бригада десантних кораблів (Севастополь)
    - десантний корабель «Микола Фільченков» (№ 152, тип «Алігатор»/проєкт 1171, 1975)
    - десантний корабель «Орськ» (№ 148, тип «Алігатор»/проєкт 1171, 1968)
    - десантний корабель «Саратов» (№ 150, тип «Алігатор»/проєкт 1171, 1966) — знищений[38]
    - гвардійський десантний корабель «Азов» (№ 151, тип «Ропуха-ІІ»/проєкт 775М, 1990)— знищений
    - десантний корабель «Ямал» (№ 156, тип «Ропуха-І»/проєкт 775, 1988) — знищений
    - десантний корабель «Новочеркасськ» (№ 142, тип «Ропуха-І»/проєкт 775, 1987) — знищений 26.12.23
    - десантний корабель «Цезар Куніков» (№ 158, тип «Ропуха-І»/проєкт 775, 1984) — знищений 14.02.24[39].
- 41-ша бригада ракетних катерів (Севастополь)
  - 295-й дивізіон ракетних катерів (Севастополь)
    - ракетний катер «Р-44» (№ 966, проєкт 206, 1978)
    - ракетний катер «Р-60» (№ 955, проєкт 12411, 1987)
    - ракетний катер «Р-71» (№ 962, проєкт 12411, 1985)
    - ракетний катер «Р-109» (№ 952, проєкт 12411, 1990)
    - ракетний катер «Р-239» (№ 953, проєкт 12411, 1989)
    - ракетний катер «Івановєц» (№ 954, проєкт 12411 м, 1989) — знищений[40] (геолокація[41])

- 68-ма бригада кораблів охорони водного району (Севастополь)
  - 400-й дивізіон протичовнових кораблів (Севастополь)
    - малий протичовновий корабель «Алєксандровец» (№ 059, проєкт 1124, 1982)
    - малий протичовновий корабель «Суздалєц» (№ 071, проєкт 1124 М, 1983)
    - малий протичовновий корабель «Муромец» (№ 064, проєкт 1124 м, 1982)
    - малий протичовновий корабель «Владимирец» (№ 060, проєкт 11451, 1990)

  - 418-й дивізіон тральщиків (Севастополь)
    - морський тральщик «Іван Голубец» (№ 911, проєкт 266 М, 1973)
    - морський тральщик «Віце-адмирал Жуков» (№ 909, проєкт 266 М, 1978)
    - морський тральщик «Турбініст» (№ 912, проєкт 266 М, 1972)
    - морський тральщик «Ковровець» (№ 913, проєкт 266 М, 1974)[42][43]
- 63-тя бригада ремонтних кораблів (Севастополь)
- 519-й окремий дивізіон розвідувальних кораблів (Севастополь)
- 9-та бригада морських суден забезпечення (Севастополь)
- 37-ма бригада рятувальних кораблів (Севастополь)
  - рятувальний буксир «Спасатель Василий Бех» (№ 739, проєкт 22870, 2017) — знищений[44]

#### Наземні частини
- 810-та окрема бригада морської піхоти (Севастополь)
- 219-й окремий полк радіоелектронної боротьби (Відрадне)

#### Авіація
- 43-й окремий морський штурмовий авіаційний полк (Саки);
- 318-й окремий змішаний авіаційний полк (Кача);
- 917-й окремий змішаний авіаційний полк (Кача) (станом на 2008[45]);
- 25-й окремий корабельний протичовновий гелікоптерний полк (Кача) (станом на 2008[45]).

### Російська локація

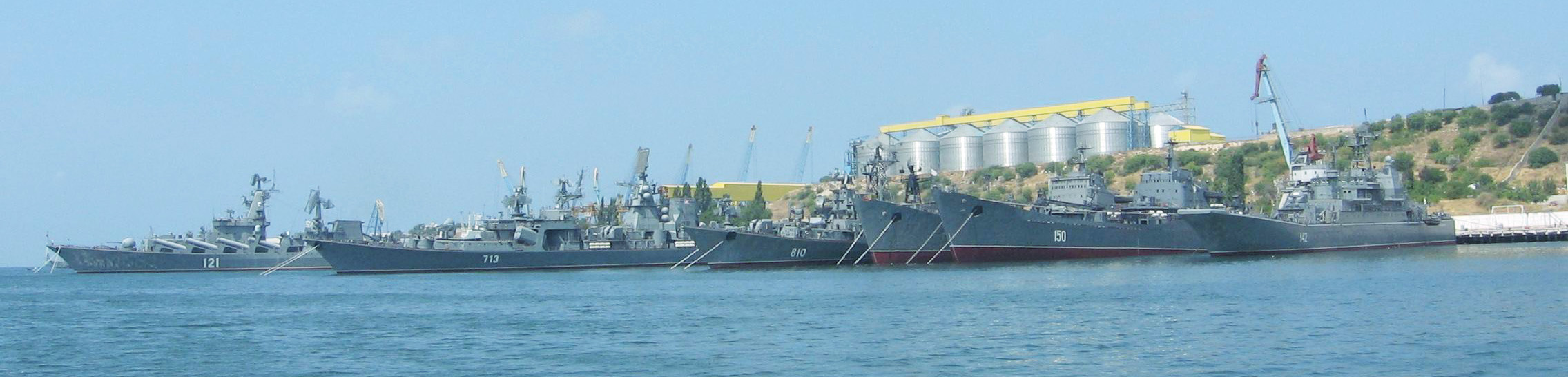
Деякі великі кораблі (у тому числі флагман) радянського і Чорноморського флоту Росії в українському місті Севастополь, серпень 2007.

- 4-та окрема бригада підводних човнів (Новоросійськ):
  - підводний човен Б-871 «Алроса» (№ 554, проєкт 877, 1990) крилаті ракети і торпеди
  - підводний човен Б-380 «Святий князь Георгій» (№ 572, проєкт 641Б, 1980), торпеди (виведений зі складу флоту)
  - підводний човен Б-237 «Ростов-на-Дону» (№ 01671, проєкт 877, 2014) — важко ушкоджений
  - підводний човен Б-261 «Новоросійськ» (№ 01670, проєкт 877, 2013)
  - підводний човен Б-262 «Старий Оскол» (№ 01672, проєкт 877, 2014)
  - підводний човен Б-265 «Краснодар» (№ 01673, проєкт 877, 2015)
  - підводний човен Б-268 «Великий Новгород» (№ 01674, проєкт 877, 2016)
  - підводний човен Б-271 «Колпіно» (№ 01675, проєкт 877, 2016)
- 41-ша бригада ракетних катерів (Севастополь)
  - 166-й дивізіон малих ракетних кораблів (Новоросійськ)
    - ракетний корабель на повітряній подушці «Бора» (№ 615, проєкт 1239, 1997)
    - ракетний корабель на повітряній подушці «Самум» (№ 616, проєкт 1239, 2000) — ймовірно, ушкоджений
    - ракетний корвет «Міраж» (№ 617, проєкт 12341, 1986)
    - ракетний корвет «Штиль» (№ 620, проєкт 12341, 1978)
    - малий ракетний корабель «Циклон» (№ 633, проєкт 22800, 2016) — уражений ЗСУ[46][47]
- 184-та бригада кораблів охорони водного району
  - 181-й дивізіон малих протичовнових кораблів (Новоросійськ)
    - малий протичовновий корабель «Касімов» (№ 055, проєкт 1124 м, 1986)
    - малий протичовновий корабель «Поворіно» (№ 053, проєкт 1124 м, 1989)
    - малий протичовновий корабель «Єйськ» (№ 054, проєкт 1124 м, 1989)

  - 170-й дивізіон тральщиків (Новоросійськ)
    - базовий тральщик «Лейтенант Ільїн» (№ 438, проєкт 12650, 1982)
    - базовий тральщик «Мінеральні Води» (№ 426, проєкт 12650, 1990)
    - морський тральщик «Железняков» (№ 901, проєкт 12660, 1988)
    - морський тральщик «Валєнтін Пікуль» (№ 770, проєкт 266мэ, 2001)

  - окремий дивізіон патрульних кораблів (Новоросійськ)[48][49]:
    - «Василь Биков» (корвет проєкту 22160, 2018)
    - «Дмитро Рогачов» (корвет проєкту 22160, 2019)
    - «Павло Державін» (корвет проєкту 22160, 2020)
    - «Сергій Котов» (корвет проєкту 22160, 2022) — знищений 5.03.2024[50]
    - «Віктор Великий» (корвет проєкту 22160, будується[51])
    - «Микола Сип'ягін» (корвет проєкту 22160, будується[52])
- 97-й окремий дивізіон надводних кораблів (Темрюк)

#### Наземні частини
- 382-й окремий батальйон морської піхоти (Темрюк)
- 11-та берегова ракетно-артилерійська бригада (Анапа)